# 上塔库图-上埃塞奎博
上塔库图-上埃塞奎博(第9区)，是圭亚那的一个区，北邻波塔罗-锡帕鲁尼区，东邻东伯比斯-科兰太因区，西面与南面皆为巴西。该区总面积57,750平方公里，为圭亚那最大的一个区。总人口19,387，人口密度1.3人/平方公里。首府莱瑟姆。
1. ↑  Macmillan Publishers. . . Oxford: Macmillan Caribbean. 2009: 37. ISBN 9780333934173.